# 57 Tauri
57 Tauri, eller V483 Tauri och h Tauri, är en pulserande variabel av Delta Scuti-typ (DSCTC) i Oxens stjärnbild.
57 Tau varierar mellan visuell magnitud +5,55 och 5,59 med en period av 0,054 dygn eller 78 minuter.